# Zagreb Thunder
Gli Zagreb Thunder sono una squadra di football americano, di Zagabria, in Croazia; fondati nel 2005, hanno raggiunto 2 volte il CroBowl e una volta lo SloBowl senza mai vincerli.

## Dettaglio stagioni

### Amichevoli
| Stagione | Vin | Par | Per | Tot | PF | PS | avversaria         |
| -------- | --- | --- | --- | --- | -- | -- | ------------------ |
| 2007     | 1   | 0   | 0   | 1   | 22 | 6  | Nagykanizsa Demons |
| Totale   | 1   | 0   | 0   | 1   | 22 | 6  |                    |

### Tornei nazionali

#### CFL/HFL
| Stagione | regular season | regular season | regular season | regular season | regular season | regular season | playoff | playoff | playoff | playoff | playoff | playoff   | playoff               |
|          | Vin            | Par            | Per            | Tot            | PF             | PS             | Vin     | Per     | Tot     | PF      | PS      | risultato | avversaria            |
| -------- | -------------- | -------------- | -------------- | -------------- | -------------- | -------------- | ------- | ------- | ------- | ------- | ------- | --------- | --------------------- |
| 2010     | 6              | 0              | 0              | 6              | 201            | 23             | 0       | 1       | 1       | 0       | 6       | CroBowl   | Teutoburgium Pitbulls |
| 2012     | 3              | 0              | 3              | 6              | 113            | 126            | -       | -       | -       | -       | -       | -         | -                     |
| 2013     | -              | -              | -              | -              | -              | -              | 0       | 1       | 1       | 0       | 42      | CroBowl   | Zagreb Raiders        |
| Totale   | 9              | 0              | 3              | 12             | 314            | 149            | 0       | 2       | 2       | 0       | 48      |           |                       |

Fonti: Enciclopedia del Football - A cura di Roberto Mezzetti

##### SLAN
| Stagione | regular season | regular season | regular season | regular season | regular season | regular season | playoff | playoff | playoff | playoff | playoff | playoff   | playoff               |
|          | Vin            | Par            | Per            | Tot            | PF             | PS             | Vin     | Per     | Tot     | PF      | PS      | risultato | avversaria            |
| -------- | -------------- | -------------- | -------------- | -------------- | -------------- | -------------- | ------- | ------- | ------- | ------- | ------- | --------- | --------------------- |
| 2011     | 4              | 0              | 2              | 6              | 145            | 140            | 0       | 1       | 1       | 19      | 29      | SloBowl   | Ljubljana Silverhawks |
| 2012     | 0              | 0              | 3              | 3              | 18             | 126            | -       | -       | -       | -       | -       | -         | -                     |
| Totale   | 4              | 0              | 5              | 9              | 163            | 266            | 0       | 1       | 1       | 19      | 29      |           |                       |

Fonti: Enciclopedia del Football - A cura di Roberto Mezzetti

### Tornei internazionali

#### Alpe Adria Football League
| Stagione | regular season | regular season | regular season | regular season | regular season | regular season | playoff | playoff | playoff | playoff | playoff | playoff      | playoff    |
|          | Vin            | Par            | Per            | Tot            | PF             | PS             | Vin     | Per     | Tot     | PF      | PS      | risultato    | avversaria |
| -------- | -------------- | -------------- | -------------- | -------------- | -------------- | -------------- | ------- | ------- | ------- | ------- | ------- | ------------ | ---------- |
| 2013     | 1              | 0              | 4              | 5              | 47             | 118            | 0       | 1       | 1       | 0       | 35      | Quarto posto | Alp Devils |
| Totale   | 1              | 0              | 4              | 5              | 47             | 118            | 0       | 1       | 1       | 0       | 35      |              |            |

Fonti: Enciclopedia del Football - A cura di Roberto Mezzetti

### Riepilogo fasi finali disputate
| Anno             | Luogo | Evento | Fase del torneo      | Incontro                               | Risultato |
| 28 novembre 2010 |       | CFL    | CroBowl              | Zagreb Thunder - Teutoburgium Pitbulls | 0 - 6     |
| 25 giugno 2011   |       | SLAN   | SloBowl              | Ljubljana Silverhawks - Zagreb Thunder | 29 - 19   |
| 22 giugno 2013   |       | HFL    | CroBowl              | Zagreb Raiders - Zagreb Thunder        | 42 - 0    |
| 29 giugno 2013   |       | AAFL   | Finale 3º - 4º posto | Alp Devils - Zagreb Thunder            | 35 - 0    |